# Bruine snuituil
De bruine snuituil (Hypena proboscidalis) is een middelgrote donkerbruine, slankgebouwde nachtvlinder uit de familie van de spinneruilen (Erebidae), met een ver naar voren stekende pen (soort snuit). In rusthouding driehoekig van vorm met een rechte scheidslijn midden over de vleugels. De achtervleugels zijn onopvallend donkergrijs van kleur.

## Voorkomen
Deze vlinder is wijdverbreid en zeer talrijk. Ze komen voor in parken, tuinen, vochtig laagland en langs de oevers van meertjes, het liefst in vochtige brandnetelrijke gebieden.
In Nederland zijn ze waar te nemen van mei tot en met september. Er zijn twee generaties, die elkaar in juli/augustus aflossen.

## Levenswijze
Ze vliegen overdag nauwelijks, alleen als ze opgeschrikt worden proberen ze zich gauw te verstoppen. In de vlucht lijken het wel spanners. Deze bruine vlinders vallen niet erg op, maar de felgekleurde rupsen des te meer. Deze zijn geel tot donkergroen, met groen/witte rugstrepen en witte lijnen langs de zijkant. Ze leven op brandnetel, hop en zevenblad.